# Union des communistes burkinabè
 (septembre 2018).
Si vous disposez d'ouvrages ou d'articles de référence ou si vous connaissez des sites web de qualité traitant du thème abordé ici, merci de compléter l'article en donnant les références utiles à sa vérifiabilité et en les liant à la section « Notes et références ».
L'Union des communistes burkinabè est un parti politique burkinabé fondé en avril 1989 à partir du Groupe pour l'unité des marxistes-léninistes (GUML), du Groupe marxiste-léniniste (en) et d'un autre groupe.
En 1986, il a signé l'appel pour l'unité révolutionnaire et le soutien au gouvernement révolutionnaire de Thomas Sankara.
En 1987, Thomas Sankara a tenté de marginaliser l'UCB, c'est l'un des facteurs ayant amené au coup d'État de Blaise Compaoré. Après le coup d'État, Blaise Compaoré a organisé la fusion de l'UCB avec d'autres groupes pour former l'Organisation pour la démocratie populaire/Mouvement du travail (ODP/MT) en 1989.